# せとチャレ!STU48
『せとチャレ!STU48』（せとチャレ エスティーユーフォーティーエイト）は、広島ホームテレビ制作の深夜バラエティー番組。

## 概要
瀬戸内地方を拠点に活動するSTU48のメンバーと広島ホームテレビアナウンサーの中西希が、「瀬戸内」を舞台に様々なテーマにチャレンジしていく番組として2017年10月8日（7日深夜）にスタートした。
初期（2017年10月22日から2018年4月1日まで）の頃はファントムオブキルの一社提供だった。
中西は2018年3月31日放送分をもって卒業となり、2018年4月の放送時間昇格後はSTU48メンバーがゲストMCを迎える形となる。2018年6月16日放送からは当時STU48メンバーだった藤原あずさが番組MCを務め毎回出演していた。藤原はグループからの卒業に伴い、2020年2月23日放送をもって本番組からも卒業。以降MCは暫定的に空席となっていた。同年6月22日の公式サイトにて大谷満理奈、甲斐心愛、信濃宙花の3人に決定。
番組スタート当初からナレーションを務めていたアナウンサーの坂野栄信が2018年5月31日付で広島ホームテレビを退社。収録済の2018年6月10日放送分までナレーションを務めた。
2019年3月23日、24日に開催された「せとうち旅グセ。フェスタ」の23日の部に行われた当番組のトークショーにて4月から5分拡大の15分番組になることが発表され、番組内でもその旨が発表された。同年7月からはTOKYO MXへのネットを開始した。
2020年6月21日、せとチャレ!STU48のTwitterにて新MCを発表。
2020年10月10日より24時放送開始。
2021年1月1日、1時間SP「せとチャレSTU48×HKT青春体育部! もしも大運動会」を放送。
2021年4月2日、STU48 「課外活動公演 4部」公演にて、課外活動ユニット「MiKER!」のメンバー6人のMC就任と4月16日（15日深夜）から放送日時が毎週金曜（木曜深夜）への移動、放送時間が30分へ拡大することがサプライズ発表された。
2023年2月、月間視聴率が個人全体・U49（男女4～49歳）でいずれも同時間帯1位を記録した。
2024年3月21日、29日（28日深夜）の放送にて最終回放送を発表した。

## 出演者

### レギュラー放送終了時点
- STU48メンバー

MC
- MiKER!（2021年4月16日 - 2024年3月29日[6][7][注 2]）
  - 沖侑果（2021年4月16日 - 2024年3月29日）[3]
  - 甲斐心愛（2020年6月23日 - 2024年3月29日）[1][3]
  - 信濃宙花（2020年6月23日 - 2024年3月29日）[1][3]
  - 尾崎世里花（2021年12月17日 - 2024年3月29日）[8][注 3]
  - 川又優菜（2022年3月5日 - 2024年3月29日）[9][注 3]
  - 工藤理子（2022年3月5日 - 2024年3月29日）[9][注 3]

MIKER!の構成メンバーのうち、諸葛望愛は一度も出演していない。

ゲストMC

ゲストは下記放送日程を参照。
ナレーション
- 小竹彩花（広島ローカルタレント，2018年6月17日 - 2019年6月30日、2019年7月28日 - 2024年3月29日） - ナレーション

### 過去の出演者
ナレーション
- 中西希（当時広島ホームテレビアナウンサー，2017年10月8日 - 2018年4月1日） - MC
- 坂野栄信（当時広島ホームテレビアナウンサー，2017年10月8日 - 2018年6月10日） - ナレーション
- 廣瀬隼也（広島ホームテレビアナウンサー，2018年2月4日） - ナレーション
- 近藤あずみ（広島ホームテレビアナウンサー，2019年7月7日・14日・21日） - ナレーション

MC
- 藤原あずさ（2018年6月18日 - 2020年2月24日） - MC
- 大谷満理奈（2020年6月23日 - 2021年3月15日） - MC[1]
- 薮下楓（2021年4月16日 - 8月6日）- MiKER!でMC[3]
- 矢野帆夏（2021年4月16日 - 9月30日）[3]
- 田中美帆（2021年12月17日 - 2022年10月7日）[8][注 3]
- 瀧野由美子（2021年4月16日 - 2023年9月15日・2023年11月30日[注 4]）[3]
以上出演当時STU48メンバー。なお、ある程度出演メンバーを固定していたこともあり、新谷野々花はSTU48在籍時に一度も出演していないなど、出演機会に恵まれなかった歴代メンバーが多数存在する。

## 放送日程

### 2017年10月 - 2018年4月
| 第1期 | 第1期           | 第1期                                       | 第1期                    | 第1期                            | 第1期  |
| 回    | 放送日          | 放送内容                                    | 出演メンバー             | ゲスト                           | 備考   |
| ----- | --------------- | ------------------------------------------- | ------------------------ | -------------------------------- | ------ |
| 1     | 2017年 10月08日 | せとチャレ! スタート                        | 石田千・今村             | たかし（トレンディエンジェル）   | [ 11 ] |
| 2     | 10月15日        | 宮島で山登りにチャレンジ!（1）              | 石田千・今村             | たかし（トレンディエンジェル）   | [ 12 ] |
| 3     | 10月22日        | 宮島で山登りにチャレンジ!（2）              | 石田千・今村             | たかし（トレンディエンジェル）   | [ 13 ] |
| 4     | 10月29日        | 宮島で猿回しにチャレンジ!                   | 石田千・今村             | たかし（トレンディエンジェル）   | [ 14 ] |
| 5     | 11月05日        | 「ぽるフェス」のステージ出演にチャレンジ    | 未定                     | -                                | [ 15 ] |
| 6     | 11月12日        | 「ぽるフェス」チャレンジ! 結果は？          | 未定                     | -                                | [ 16 ] |
| 7     | 11月19日        | 日本の伝統文化を学ぶ刀鍛冶にチャレンジ（1） | 磯貝・佐野               | 佐田正樹（バッドボーイズ）       | [ 17 ] |
| 8     | 11月26日        | 日本の伝統文化を学ぶ刀鍛冶にチャレンジ（2） | 磯貝・佐野               | 佐田正樹（バッドボーイズ）       | [ 18 ] |
| 9     | 12月03日        | 日本の伝統文化を学ぶ刀鍛冶にチャレンジ（3） | 磯貝・佐野               | 佐田正樹（バッドボーイズ）       | [ 19 ] |
| 10    | 12月10日        | 女子力アップにチャレンジ!                   | 田中皓・藤原             | 岩尾望（フットボールアワー）     | [ 20 ] |
| 11    | 12月17日        | TCG広島のランウェイにチャレンジ             | 田中皓・藤原             | 岩尾望（フットボールアワー）     | [ 21 ] |
| 12    | 12月24日        | 女子力アップにチャレンジ!                   | 田中皓・藤原             | 岩尾望（フットボールアワー）     | [ 22 ] |
| 13    | 2018年 01月07日 | デビューシングル「暗闇」MVのロケ地巡り（1） | 未定                     | 徳井健太（平成ノブシコブシ）     | [ 23 ] |
| 14    | 01月14日        | デビューシングル「暗闇」MVのロケ地巡り（2） | 未定                     | 徳井健太（平成ノブシコブシ）     | [ 24 ] |
| 15    | 01月21日        | 廿日市発祥！けん玉にチャレンジ（1）         | 未定                     | 石山大輔・藤田裕樹（バンビーノ） | [ 25 ] |
| 16    | 01月28日        | 廿日市発祥！けん玉にチャレンジ（2）         | 未定                     | 石山大輔・藤田裕樹（バンビーノ） | [ 26 ] |
| 17    | 02月04日        | メジャーデビュー特別編                      | 未定                     | -                                | [ 27 ] |
| 18    | 02月11日        | 本物のゲーム好きは誰?（1）                  | 未定                     | 板倉俊之（インパルス）           | [ 28 ] |
| 19    | 02月18日        | 本物のゲーム好きは誰?（2）                  | 未定                     | 板倉俊之（インパルス）           | [ 29 ] |
| 20    | 02月25日        | 本物のゲーム好きは誰?（3）                  | 未定                     | 板倉俊之（インパルス）           | [ 30 ] |
| 21    | 03月04日        | お菓子作りにチャレンジ!（1）                | 未定                     | 石山大輔・藤田裕樹（バンビーノ） | [ 31 ] |
| 22    | 03月11日        | お菓子作りにチャレンジ!（2）                | 未定                     | 石山大輔・藤田裕樹（バンビーノ） | [ 32 ] |
| 23    | 03月18日        | お菓子作りにチャレンジ!（3）                | 未定                     | 石山大輔・藤田裕樹（バンビーノ） | [ 33 ] |
| 24    | 03月25日        | お菓子作りにチャレンジ!（4）                | 未定                     | -                                | [ 34 ] |
| 25    | 04月1日         | せとチャレ！2017年総集編                    | せとチャレ！2017年総集編 | せとチャレ！2017年総集編         | [ 35 ] |

### 2018年4月 - 2019年3月
| 第2期 | 第2期           | 第2期                                            | 第2期                        | 第2期                                             | 第2期  |
| 回    | 放送日          | 放送内容                                         | 出演メンバー                 | ゲスト                                            | 備考   |
| ----- | --------------- | ------------------------------------------------ | ---------------------------- | ------------------------------------------------- | ------ |
| 26    | 2018年 04月15日 | 徳島の魅力発見にチャレンジ!（1）                 | 未定                         | 濱家隆一・山内健司（かまいたち）                  | [ 36 ] |
| 27    | 04月22日        | 徳島の魅力発見にチャレンジ!（2）                 | 未定                         | 濱家隆一・山内健司（かまいたち）                  | [ 37 ] |
| 28    | 04月29日        | 徳島の魅力発見にチャレンジ!（3）                 | 未定                         | 濱家隆一・山内健司（かまいたち）                  | [ 38 ] |
| 29    | 05月06日        | 岡山の魅力発見にチャレンジ!（1）                 | 未定                         | 西森洋一・大林健二（モンスターエンジン）          | [ 39 ] |
| 30    | 05月13日        | 岡山の魅力発見にチャレンジ!（2）                 | 未定                         | 西森洋一・大林健二（モンスターエンジン）          | [ 40 ] |
| 31    | 05月20日        | 岡山の魅力発見にチャレンジ!（3）                 | 未定                         | 西森洋一・大林健二（モンスターエンジン）          | [ 41 ] |
| 32    | 05月27日        | 山口の魅力発見にチャレンジ!（1）                 | 未定                         | 西野創人・ナダル（コロコロチキチキペッパーズ）    | [ 42 ] |
| 33    | 06月03日        | 山口の魅力発見にチャレンジ!（2）                 | 未定                         | 西野創人・ナダル（コロコロチキチキペッパーズ）    | [ 43 ] |
| 34    | 06月10日        | 山口の魅力発見にチャレンジ!（3）                 | 未定                         | 西野創人・ナダル（コロコロチキチキペッパーズ）    | [ 44 ] |
| 35    | 06月17日        | 香川の魅力発見にチャレンジ!（1）                 | 未定                         | 黒瀬純（パンクブーブー）                          | [ 45 ] |
| 36    | 07月01日        | 香川の魅力発見にチャレンジ!（2）                 | 未定                         | 黒瀬純（パンクブーブー）                          | [ 46 ] |
| 37    | 07月08日        | 香川の魅力発見にチャレンジ!（3）                 | 未定                         | 黒瀬純（パンクブーブー）                          | [ 47 ] |
| 38    | 07月29日        | 「瀬戸内の匠」から学ぶ（1）                      | 未定                         | 八木真澄（サバンナ）                              | [ 48 ] |
| 39    | 08月12日        | 「瀬戸内の匠」から学ぶ（2）                      | 未定                         | 八木真澄（サバンナ）                              | [ 49 ] |
| 40    | 08月19日        | 「瀬戸内の匠」から学ぶ（3）                      | 未定                         | 八木真澄（サバンナ）                              | [ 50 ] |
| 41    | 08月26日        | 「瀬戸内の匠」から学ぶ（4）                      | 未定                         | 八木真澄（サバンナ）                              | [ 51 ] |
| 42    | 09月02日        | 兵庫県の魅力発見&1万いいね!にチャレンジ（1）     | 未定                         | 長谷川忍（シソンヌ）                              | [ 52 ] |
| 43    | 09月09日        | 兵庫県の魅力発見&1万いいね!にチャレンジ（2）     | 未定                         | 長谷川忍（シソンヌ）                              | [ 53 ] |
| 44    | 09月16日        | 兵庫県の魅力発見&1万いいね!にチャレンジ（3）     | 未定                         | 長谷川忍（シソンヌ）                              | [ 54 ] |
| 45    | 09月23日        | 放送1周年! 瀬戸内海1周にチャレンジ（1）          | 未定                         | たかし（トレンディエンジェル）                    | [ 55 ] |
| 46    | 09月30日        | 放送1周年! 瀬戸内海1周にチャレンジ（2）          | 未定                         | たかし（トレンディエンジェル）                    | [ 56 ] |
| 47    | 10月07日        | 放送1周年! 瀬戸内海1周にチャレンジ（3）          | 未定                         | たかし（トレンディエンジェル）                    | [ 57 ] |
| 48    | 10月14日        | ぽるフェス2018でカレンダーPRにチャレンジ         | 未定                         | じろう・長谷川忍（シソンヌ） 西村真二（コットン） | [ 58 ] |
| 49    | 10月21日        | 門司&下関でハート探しにチャレンジ（1）           | 未定                         | 大地洋輔（ダイノジ）                              | [ 59 ] |
| 50    | 10月28日        | 門司&下関でハート探しにチャレンジ（2）           | 未定                         | 大地洋輔（ダイノジ）                              | [ 60 ] |
| 51    | 11月10日        | 門司&下関でハート探しにチャレンジ（3）           | 未定                         | 大地洋輔（ダイノジ）                              | [ 61 ] |
| 52    | 11月18日        | 「極上の銀シャリ」作りにチャレンジ（1）          | 未定                         | 鰻和弘・橋本直銀シャリ                            | [ 62 ] |
| 53    | 11月25日        | 「極上の銀シャリ」作りにチャレンジ（2）          | 未定                         | 鰻和弘・橋本直銀シャリ                            | [ 63 ] |
| 54    | 12月02日        | 銀シャリをもてなすチャレンジ（1）                | 未定                         | 鰻和弘・橋本直銀シャリ                            | [ 64 ] |
| 55    | 12月09日        | 銀シャリをもてなすチャレンジ（2）                | 未定                         | 鰻和弘・橋本直銀シャリ                            | [ 65 ] |
| 56    | 12月016日       | 配信番組とコラボにチャレンジ（1）                | 未定                         | 池田一真（しずる）                                | [ 66 ] |
| 57    | 12月023日       | 配信番組とコラボにチャレンジ（2）                | 未定                         | 池田一真（しずる）                                | [ 67 ] |
| 58    | 2019年 01月13日 | 配信番組とコラボにチャレンジ（3）                | 未定                         | 池田一真（しずる）                                | [ 68 ] |
| 59    | 01月20日        | 2018年度せとチャレ総集編・前編                   | 藤原あずさ・他メンバー       | -                                                 | [ 69 ] |
| 60    | 01月27日        | 2018年度せとチャレ総集編・後編                   | 藤原あずさ・他メンバー       | -                                                 | [ 70 ] |
| 61    | 02月03日        | 2万フォロワーにチャレンジ（1）                   | 未定                         | 石山大輔・藤田裕樹（バンビーノ）                  | [ 71 ] |
| 62    | 02月10日        | 2万フォロワーにチャレンジ（2）                   | 未定                         | 石山大輔・藤田裕樹（バンビーノ）                  | [ 72 ] |
| 63    | 02月17日        | 2万フォロワーにチャレンジ（3）                   | 未定                         | 石山大輔・藤田裕樹（バンビーノ）                  | [ 73 ] |
| 64    | 02月24日        | 2万フォロワーにチャレンジ（4）                   | 未定                         | 石山大輔・藤田裕樹（バンビーノ）                  | [ 74 ] |
| 65    | 03月03日        | STU米「恋の予感」にあうグルメ探しチャレンジ（1） | 未定                         | 田村裕（麒麟）                                    | [ 75 ] |
| 66    | 03月10日        | STU米「恋の予感」にあうグルメ探しチャレンジ（2） | 未定                         | 田村裕（麒麟）                                    | [ 76 ] |
| 67    | 03月17日        | STU米「恋の予感」にあうグルメ探しチャレンジ（3） | 未定                         | 田村裕（麒麟）                                    | [ 77 ] |
| 68    | 03月24日        | 2018年度下半期未公開シーンSP                     | 2018年度下半期未公開シーンSP | 2018年度下半期未公開シーンSP                      | [ 78 ] |

### 2019年4月 - 2021年3月
| 第3期 | 第3期           | 第3期                                                                 | 第3期                              | 第3期                                          | 第3期                                        |
| 回    | 放送日          | 放送内容                                                              | 出演メンバー                       | ゲスト                                         | 備考                                         |
| ----- | --------------- | --------------------------------------------------------------------- | ---------------------------------- | ---------------------------------------------- | -------------------------------------------- |
| 69    | 04月14日        | 岡山もんげーパワースポットチャレンジ（1）                             | 藤原・磯貝                         | 黒瀬純（パンクブーブー）                       | [ 79 ]                                       |
| 70    | 04月21日        | STU48号の全貌大公開SP!                                                | 藤原                               | -                                              | [ 80 ]                                       |
| 71    | 04月28日        | 岡山もんげーパワースポットチャレンジ（2）                             | 藤原・磯貝                         | 黒瀬純（パンクブーブー）                       | [ 81 ]                                       |
| 72    | 05月12日        | 岡山もんげーパワースポットチャレンジ（3）                             | 藤原・磯貝                         | 黒瀬純（パンクブーブー）                       | [ 82 ]                                       |
| 73    | 05月19日        | 瀬戸内クルーズツアーにチャレンジ!（1）                                | 藤原・大谷                         | 西野創人・ナダル（コロコロチキチキペッパーズ） | [ 83 ]                                       |
| 74    | 05月26日        | 瀬戸内クルーズツアーにチャレンジ!（2）                                | 藤原・大谷                         | 西野創人・ナダル（コロコロチキチキペッパーズ） | [ 84 ]                                       |
| 75    | 06月02日        | 瀬戸内クルーズツアーにチャレンジ!（3）                                | 藤原・大谷                         | 西野創人・ナダル（コロコロチキチキペッパーズ） | [ 85 ]                                       |
| 76    | 06月09日        | 映画海獣の子供公開記念チャレンジ                                      | 藤原・大谷                         | 西野創人・ナダル（コロコロチキチキペッパーズ） | [ 86 ]                                       |
| 77    | 06月16日        | しまなみ海道オススメスポット認定チャレンジ（1）                       | 藤原・土路生                       | なかやまきんに君                               | [ 87 ]                                       |
| 78    | 06月23日        | しまなみ海道オススメスポット認定チャレンジ（2）                       | 藤原・土路生                       | なかやまきんに君                               | [ 88 ]                                       |
| 79    | 06月30日        | しまなみ海道オススメスポット認定チャレンジ（3）                       | 藤原・土路生                       | なかやまきんに君                               | [ 89 ]                                       |
| 80    | 07月07日        | TOKYOMXテレビ放送開始記念チャレンジ（1）                              | 藤原・谷口                         | -                                              | [ 90 ]                                       |
| 81    | 07月14日        | TOKYOMXテレビ放送開始記念チャレンジ（2）                              | 藤原・谷口                         | -                                              | [ 91 ]                                       |
| 82    | 07月28日        | 地域応援プロジェクトのろしリレーチャレンジ                            | 藤原・森下                         | -                                              | [ 92 ]                                       |
| 83    | 08月11日        | 1日で1万5000いいね！にチャレンジin東京（1）                           | 藤原・谷口                         | 大地洋輔（ダイノジ）                           | [ 93 ]                                       |
| 84    | 08月25日        | 1日で1万5000いいね！にチャレンジin東京（2）                           | 藤原・谷口                         | 大地洋輔（ダイノジ）                           | [ 94 ]                                       |
| 85    | 09月01日        | 1日で1万5000いいね！にチャレンジin東京（3）                           | 藤原・谷口                         | 大地洋輔（ダイノジ）                           | [ 95 ]                                       |
| 86    | 09月08日        | 極上のギフト探しにチャレンジ（1）                                     | 藤原・森                           | 小川暖奈（スパイク）                           | [ 96 ]                                       |
| 87    | 09月15日        | 極上のギフト探しにチャレンジ（2）                                     | 藤原・森                           | 小川暖奈（スパイク）                           | [ 97 ]                                       |
| 88    | 09月22日        | 極上のギフト探しにチャレンジ（3）                                     | 藤原・森                           | 小川暖奈（スパイク）                           | [ 98 ]                                       |
| 89    | 09月29日        | 2019年度上半期未公開シーンSP                                          | 2019年度上半期未公開シーンSP       | 2019年度上半期未公開シーンSP                   | [ 99 ]                                       |
| 90    | 10月07日        | 番組オリジナルフード開発チャレンジ（1）                               | 藤原・門脇                         | 馬場裕之（ロバート）                           | [ 100 ]                                      |
| 91    | 10月20日        | 番組オリジナルフード開発チャレンジ（2）                               | 藤原・門脇                         | 馬場裕之（ロバート）                           | [ 101 ]                                      |
| 92    | 10月27日        | 番組オリジナルフード開発チャレンジ（3）                               | 藤原・門脇                         | 馬場裕之（ロバート）                           | [ 102 ]                                      |
| 93    | 11月09日        | 海のぽるフェスinSTU48公開収録（1）                                    | 藤原・沖・甲斐・門脇・瀧野・薮下   | 西村真二・きょん（ラフレクラン）               | [ 103 ]                                      |
| 94    | 11月17日        | 海のぽるフェスinSTU48公開収録（2）                                    | 藤原・沖・甲斐・門脇・瀧野・薮下   | 西村真二・きょん（ラフレクラン）               | [ 104 ]                                      |
| 95    | 11月24日        | 海のぽるフェスinSTU48公開収録（3）                                    | 藤原・沖・甲斐・門脇・瀧野・薮下   | 西村真二・きょん（ラフレクラン）               | [ 105 ]                                      |
| 96    | 12月01日        | 水上バイク免許取得にチャレンジ                                        | 藤原・信濃                         | -                                              | [ 106 ]                                      |
| 97    | 12月08日        | 調整企画!兵庫&四国弾丸ツアー（1）                                     | 藤原・中村                         | 長谷川忍（シソンヌ）                           | [ 107 ]                                      |
| 98    | 12月15日        | 調整企画!兵庫&四国弾丸ツアー（2）                                     | 藤原・中村                         | 長谷川忍（シソンヌ）                           | [ 108 ]                                      |
| 99    | 12月22日        | 調整企画!兵庫&四国弾丸ツアー（3）                                     | 藤原・中村                         | 長谷川忍（シソンヌ）                           | [ 109 ]                                      |
| 100   | 2020年 01月19日 | 祝!放送100回記念チャレンジ（1）                                       | 藤原・福田                         | アントニー（マテンロウ）                       | [ 110 ]                                      |
| 101   | 01月26日        | 祝!放送100回記念チャレンジ（2）                                       | 藤原・福田                         | アントニー（マテンロウ）                       | [ 111 ]                                      |
| 102   | 02月02日        | 卒業発表!あーちゃんが心境を激白                                       | 藤原                               | -                                              | [ 112 ]                                      |
| 103   | 02月09日        | ぽるぽる公開収録祭り（1）                                             | 藤原・谷口・峯吉・今泉・内海・立仙 | 西村真二・きょん（ラフレクラン）               |                                              |
| 104   | 02月16日        | ぽるぽる公開収録祭り（2）                                             | 藤原・谷口・峯吉・今泉・内海・立仙 | 西村真二・きょん（ラフレクラン）               | [ 114 ]                                      |
| 105   | 02月23日        | ぽるぽる公開収録祭り（3）                                             | 藤原・谷口・峯吉・今泉・内海・立仙 | 西村真二・きょん（ラフレクラン）               | [ 115 ]                                      |
| 106   | 03月01日        | 新MC発掘にチャレンジ愛媛編（1）                                       | 今村・岩田                         | ユースケ（ダイアン）                           | [ 116 ]                                      |
| 107   | 03月08日        | 新MC発掘にチャレンジ愛媛編（2）                                       | 今村・岩田                         | ユースケ（ダイアン）                           | [ 117 ]                                      |
| 108   | 03月15日        | 新MC発掘にチャレンジ愛媛編（3）                                       | 今村・岩田                         | ユースケ（ダイアン）                           | [ 118 ]                                      |
| 109   | 03月21日        | 2019年度下半期未公開シーンSP                                          | 2019年度下半期未公開シーンSP       | 2019年度下半期未公開シーンSP                   | [ 119 ]                                      |
| 110   | 04月12日        | 新MC発掘にチャレンジ広島編（1）                                       | 甲斐・信濃                         | レイザーラモンRG（レイザーラモン）             | [ 120 ]                                      |
| 111   | 04月19日        | 新MC発掘にチャレンジ広島編（2）                                       | 甲斐・信濃                         | レイザーラモンRG（レイザーラモン）             | [ 121 ]                                      |
| 112   | 04月25日        | 新MC発掘にチャレンジ広島編（3）                                       | 甲斐・信濃                         | レイザーラモンRG（レイザーラモン）             | [ 122 ]                                      |
| 113   | 05月31日        | 新MC発掘にチャレンジ広島編SP                                          | 甲斐・信濃                         | レイザーラモンRG（レイザーラモン）             | [ 123 ]                                      |
| 114   | 06月07日        | 新MC発掘にチャレンジリモート編 第一章                                 | 大谷・門脇・榊                     | 井上裕介（NON STYLE）                          | [ 124 ]                                      |
| 115   | 06月14日        | 新MC発掘にチャレンジリモート編 第二章                                 | 大谷・門脇・榊                     | 井上裕介（NON STYLE）                          | [ 125 ]                                      |
| 116   | 06月20日        | 新MC発掘にチャレンジリモート編 第三章                                 | 大谷・門脇・榊                     | 井上裕介（NON STYLE）                          | [ 126 ]                                      |
| 117   | 06月28日        | 新MC就任記念！MC力強化チャレンジ（1）                                 | 大谷・甲斐・信濃                   | HIPPY                                          | [ 127 ]                                      |
| 118   | 07月04日        | 新MC就任記念！MC力強化チャレンジ（2）                                 | 大谷・甲斐・信濃                   | HIPPY                                          | [ 128 ]                                      |
| 119   | 07月11日        | 新MC就任記念！MC力強化チャレンジ（3）                                 | 大谷・甲斐・信濃                   | HIPPY                                          | [ 129 ]                                      |
| 120   | 07月19日        | 花火企画＆夏休み自由研究チャレンジ（1）                               | 信濃・石田千                       | 哲夫（笑い飯）                                 | [ 130 ]                                      |
| 121   | 07月26日        | 花火企画＆夏休み自由研究チャレンジ（2）                               | 信濃・石田千                       | 哲夫（笑い飯）                                 | [ 131 ]                                      |
| 122   | 08月02日        | 花火企画＆夏休み自由研究チャレンジ（3）                               | 信濃・石田千                       | 哲夫（笑い飯）                                 | [ 132 ]                                      |
| 123   | 08月09日        | 夏休み! 未公開シーンSP                                                | 夏休み! 未公開シーンSP             | 夏休み! 未公開シーンSP                         | [ 133 ]                                      |
| 124   | 08月30日        | 頭フル回転！発想力強化チャレンジ（1）                                 | 甲斐・福田                         | 菅広文（ロザン）                               | [ 134 ]                                      |
| 125   | 09月06日        | 頭フル回転！発想力強化チャレンジ（2）                                 | 甲斐・福田                         | 菅広文（ロザン）                               | [ 135 ]                                      |
| 126   | 09月13日        | 頭フル回転！発想力強化チャレンジ（3）                                 | 甲斐・福田                         | 菅広文（ロザン）                               | [ 136 ]                                      |
| 127   | 09月27日        | 2万4000いいねチャレンジ（1）                                          | 大谷・矢野                         | ハチミツ二郎（東京ダイナマイト）               | [ 137 ]                                      |
| 128   | 10月03日        | 2万4000いいねチャレンジ（2）                                          | 大谷・矢野                         | ハチミツ二郎（東京ダイナマイト）               | [ 138 ]                                      |
| 129   | 10月11日        | 2万4000いいねチャレンジ（3）                                          | 大谷・矢野                         | ハチミツ二郎（東京ダイナマイト）               | [ 139 ]                                      |
| 130   | 10月18日        | 2万4000いいねチャレンジ未公開SP                                       | 大谷・矢野                         | ハチミツ二郎（東京ダイナマイト）               | [ 140 ]                                      |
| 131   | 10月25日        | 兵庫迷スポット巡り（1）                                               | 信濃・石田み                       | とにかく明るい安村                             | [ 141 ]                                      |
| 132   | 11月01日        | 兵庫旅で迷スポット続出!ご当地グルメを救済できるか?                    | 信濃・石田み                       | とにかく明るい安村                             | [ 142 ]                                      |
| 133   | 11月08日        | 日本でここだけ!?淡路島で初体験の旅                                    | 信濃・石田み                       | とにかく明るい安村                             | [ 143 ]                                      |
| 134   | 11月15日        | 兵庫旅での未公開映像が満載!見れば推しメン決定かも!?                   | 信濃・石田み                       | とにかく明るい安村                             | [ 144 ]                                      |
| 135   | 11月22日        | 打ち上げ花火をあげてみた。STUの楽曲とともに広島の夜空に咲いた大輪の花 | 信濃・石田千                       | -                                              | [ 145 ]                                      |
| 136   | 11月29日        | HKT48との夢のコラボに向けて！福岡最新スポットで大特訓!!               | 甲斐・石田千・田中皓               | 大地洋輔（ダイノジ）                           | [ 146 ]                                      |
| 137   | 12月06日        | 「打倒!HKT48!!」未来のスーパーフードで決戦準備                        | 甲斐・石田千・田中皓               | 大地洋輔（ダイノジ）                           | [ 147 ]                                      |
| 138   | 12月13日        | HKT48とのドリームマッチ!! 初コラボを大公開!                           | 甲斐・石田千・田中皓               | 大地洋輔（ダイノジ）                           | AKB48の姉妹グループコラボ コンバット満・小雪 |
| 139   | 12月20日        | HKT48とのドリームマッチ完結編!ダンス共演も実現!?                      | 甲斐・石田千・田中皓               | 大地洋輔（ダイノジ）                           | AKB48の姉妹グループコラボ コンバット満・小雪 |
| 140   | 2021年 01月02日 | 元日の夜は特番放送! HKT48とのドリームマッチ完全版!                    | 甲斐・石田千・田中皓               | 大地洋輔（ダイノジ）                           | AKB48の姉妹グループコラボ コンバット満・小雪 |
| 141   | 01月17日        | 冬の女子旅!仲良しコンビが島根&広島を巡る                              | 大谷・峯吉                         | 近藤くみこ（ニッチェ）                         | [ 151 ]                                      |
| 142   | 01月24日        | 女子旅 in島根＆広島! ご当地グルメでシンクロ?                          | 大谷・峯吉                         | 近藤くみこ（ニッチェ）                         | [ 152 ]                                      |
| 143   | 01月30日        | 島根・広島を巡る冬の女子旅!ついに最終章                               | 大谷・峯吉                         | 近藤くみこ（ニッチェ）                         | [ 153 ]                                      |
| 144   | 02月06日        | オトナへの第一歩!より魅力的に見せるコツとは?                          | 甲斐・中村                         | さいねい龍二                                   | [ 154 ]                                      |
| 145   | 02月20日        | メンズにもチャレンジ!コーディネート対決                               | 甲斐・中村                         | さいねい龍二                                   | [ 155 ]                                      |
| 146   | 02月28日        | ロケ中止!!放送が危ぶまれる中メンバー緊急招集                          | 信濃・沖                           | HIPPY                                          | [ 156 ]                                      |
| 147   | 03月06日        | 旅ロケが中止になったから、やってみたいことをやってみた!               | 信濃・沖                           | HIPPY                                          | [ 157 ]                                      |
| 148   | 03月13日        | 世界に届け!STUの大喜利、モノボケ、即興ソング!                         | 信濃・沖                           | HIPPY                                          | [ 158 ]                                      |

### 2021年4月 - 2024年3月
| 第4期  | 第4期           | 第4期                                                                    | 第4期                                              | 第4期 | 第4期                                            |
| 回     | 放送日          | 放送内容                                                                 | 出演メンバー                                       | ゲスト | 備考                                             |
| ------ | --------------- | ------------------------------------------------------------------------ | -------------------------------------------------- | --- | ------------------------------------------------ |
| 149    | 2021年 04月16日 | RG登場!盛り過ぎ!?パワーワード伝説の噂検証!                               | 薮下・甲斐・今村・門脇                             | レイザーラモンRG | [ 159 ]                                          |
| 150    | 04月23日        | 噂に感動!?温泉宿の女将大暴れ&女性アナ本気度チェック                      | 薮下・甲斐・今村・門脇                             | レイザーラモンRG | [ 160 ]                                          |
| 151    | 04月30日        | ウワサを検証！㊙卓球でヒップホップ×大喜利対決！                          | 薮下・甲斐・今村・門脇                             | レイザーラモンRG | [ 161 ]                                          |
| 152    | 05月14日        | 運気アップ開運㊙旅「ゲンかつぎツアー」                                   | 矢野・信濃                                         | 山口提樹・潮圭太（メンバー ） | [ 162 ]                                          |
| 153    | 05月21日        | 矢野帆夏と信濃宙花が声優さんにチャレンジ!!                               | 矢野・信濃・今村・門脇                             | 山口提樹・潮圭太（メンバー ） | [ 163 ]                                          |
| 154    | 05月28日        | 待ったなしの72分！世界の技を習得せよ                                     | 矢野・信濃・谷口・森下                             | 山口提樹・潮圭太（メンバー ） | [ 164 ]                                          |
| 155    | 06月04日        | ロザン宇治原さん出題!緊急企画「瀬戸内クイズ対決」                        | 瀧野・薮下・大谷                                   | HIPPY | [ 165 ]                                          |
| 156    | 06月11日        | 希少な極上和牛をかけて緊急対決!ゲーム&野球で名勝負                       | 瀧野・薮下                                         | HIPPY | [ 166 ]                                          |
| 157    | 06月18日        | 舞台裏を大公開!緊急生配信チャレンジで即興演奏&名曲披露                   | 瀧野・薮下・谷口・森下                             | HIPPY | [ 167 ]                                          |
| 158    | 06月25日        | 大人気ラジオ番組とコラボ!矢野帆夏&沖侑果が中高生のお悩み解決             | 矢野・沖・谷口・森下                               | 大窪シゲキ | [ 168 ]                                          |
| 159    | 07月02日        | 夏先取り!涼を感じる氷彫刻&絶品グルメ                                     | 矢野・沖・岩田・峯吉                               | ボールボーイ佐竹 | [ 169 ]                                          |
| 160    | 07月09日        | 青いグルメに挑戦!お好み焼き調査で絶品○○焼き登場                          | 矢野・沖・岩田・峯吉                               | ボールボーイ佐竹 | [ 170 ]                                          |
| 161    | 07月23日        | 絶品お手軽キャンプ飯&空を駆ける!                                         | MiKER!（STU48薮下・瀧野・矢野・甲斐・沖・信濃）    | - | [ 171 ]                                          |
| 162    | 07月30日        | モルックを知る男!さらば青春の光・森田哲矢がコツを伝授!                   | MiKER!（STU48薮下・瀧野・矢野・甲斐・沖・信濃）    | - | [ 172 ]                                          |
| 163    | 08月06日        | 全員集合!たき火トークで世にも奇妙な夏の怪談                              | MiKER!（STU48薮下・瀧野・矢野・甲斐・沖・信濃）    | - | [ 173 ]                                          |
| 164    | 08月13日        | 次なる道へ秘策語る！「アイドルは多様化の時代」                           | 矢野・信濃・今村・門脇                             | 山口提樹・潮圭太（メンバー） | [ 174 ] [ 注 7 ]                                 |
| 165    | 08月27日        | 学天即とクイズバトル！愛媛で驚きの豚カツに出会う                         | 瀧野・矢野                                         | よじょう・奥田修二（学天即） | [ 175 ]                                          |
| 166    | 09月03日        | 瀧野由美子&矢野帆夏が学天即とガチンコ野球拳！                            | 瀧野・矢野・岩田・峯吉                             | よじょう・奥田修二（学天即） | [ 176 ]                                          |
| 167    | 09月10日        | 学天即と偉人発掘！愛媛の発明家三姉妹&みかんソムリエ                      | 瀧野・矢野・岩田・峯吉                             | よじょう・奥田修二（学天即） | [ 177 ]                                          |
| 168    | 09月17日        | シソンヌ長谷川と予測不能な未知の世界にチャレンジ                         | 甲斐、信濃、岩田・峯吉                             | 長谷川忍（シソンヌ） | [ 178 ]                                          |
| 169    | 09月24日        | 広島・呉発の世界一バズる動画に学ぶ！シソンヌ長谷川と突撃訪問！           | 甲斐・信濃・今村・門脇                             | 長谷川忍（シソンヌ） | [ 179 ]                                          |
| 170    | 10月01日        | 東京オリンピック活躍アスリートと夢の競演！                               | 矢野・信濃・石田千・石田み                         | 西村真二・きょん（コットン） | [ 180 ]                                          |
| 171    | 10月08日        | 日本中を熱狂させた超人技！名ハードラーと真剣勝負！                       | 矢野・信濃・石田千・石田み                         | 西村真二・きょん（コットン） | [ 181 ]                                          |
| 172    | 10月15日        | 究極の味！おすすめスイーツ大集結！                                       | 矢野・信濃・石田千・石田み                         | 西村真二・きょん（コットン） | [ 182 ]                                          |
| 173    | 10月22日        | 人気上昇！話題のスケボーにチャレンジ！                                   | 甲斐・信濃・石田千・石田み                         | 瀬下豊（天竺鼠） | [ 183 ]                                          |
| 174    | 10月29日        | 技を習得！犬のお仕事ドッグトレーナーにチャレンジ！                       | 甲斐・信濃・福田・中村                             | 瀬下豊（天竺鼠） | [ 184 ]                                          |
| 175    | 11月5日         | プロ厳選!絶品ふりかけ&超人気あの漫画芸人登場                             | 甲斐・信濃                                         | 瀬下豊（天竺鼠） | [ 185 ]                                          |
| 176    | 11月12日        | 偉人発掘！高校生日本一パリ五輪目指す！                                   | 信濃・矢野・福田・中村                             | さすけ・秋定遼太郎（滝音） | [ 186 ]                                          |
| 177    | 11月19日        | 幻のグルメに心の声がポロリ「どうしてそんなにおいしいの!?」               | 信濃・矢野・福田・中村                             | さすけ・秋定遼太郎（滝音） | [ 187 ]                                          |
| 178    | 11月26日        | 変わっている…だけどおいしい！悩めるオモウマグルメを救え！                | 信濃・矢野・福田・中村                             | さすけ・秋定遼太郎（滝音） | [ 188 ]                                          |
| 179    | 12月3日         | 超毒舌ゆるキャラから指令!?個性強めな珍水族館に潜入！                     | 甲斐・矢野                                         | よじょう・奥田修二（ガクテンソク） | [ 189 ]                                          |
| 180    | 12月10日        | 最高の絶品料理！おいしすぎて全員絶句                                     | 甲斐・矢野・石田千・石田み                         | よじょう・奥田修二（ガクテンソク） | [ 190 ]                                          |
| 181    | 12月17日        | 魅力発信！絶品グルメで「1万いいね！」に挑戦                              | 甲斐・矢野                                         | よじょう・奥田修二（ガクテンソク） | [ 191 ]                                          |
| 特別編 | 2022年 1月2日   | 豪華プレゼント当たる！バスケの魅力発信「ドラチャレ！新春SP」             | 尾崎・川又優・工藤・田中                           | HIPPY・広島ドラゴンフライズ：辻直人・グレゴリー・エチェニケ・寺嶋良・青木保憲 | [ 192 ]                                          |
| 182    | 1月21日         | 最強開運コーデ誕生！矢野vs沖にロバート山本が判定                         | 矢野・沖                                           | 山本博（ロバート） | [ 193 ]                                          |
| 183    | 1月28日         | ロバート山本大興奮！県民が認める「広島の絶品王道グルメ」                 | 矢野・沖                                           | 山本博（ロバート） | [ 194 ]                                          |
| 184    | 2月4日          | 絶品お好み焼き&おいしすぎる焼肉店へ!弾丸グルメツアー                     | 矢野・沖                                           | 山本博（ロバート） | [ 195 ]                                          |
| 185    | 2月11日         | RGものまねさく裂! TV初披露も！〜錦鯉&マヂラブ&おいでやす小田〜           | 矢野・沖・尾崎・工藤                               | レイザーラモンRG、奥田修二（ガクテンソク）、長谷川忍（シソンヌ） | [ 196 ]                                          |
| 186    | 2月18日         | 「朝時計見たらすごい時間…」シソンヌ長谷川忍の遅刻回がまさかの受賞！      | 矢野・沖                                           | 長谷川忍（シソンヌ）、ほか | [ 197 ]                                          |
| 187    | 2月25日         | カレー研究家イチオシ！とにかく明るい安村と絶品カレー祭り                 | 信濃・沖                                           | とにかく明るい安村 | [ 198 ]                                          |
| 188    | 3月4日          | 一流アスリートとの決戦を前に…とにかく明るい安村まさかの大遅刻            | 信濃・沖・尾崎・工藤                               | とにかく明るい安村 | コカ・コーラレッドスパークスの皆さん             |
| 189    | 3月11日         | とにかく明るい安村も興奮！＜広島発＞人気商品のヒミツを探る               | 信濃・沖                                           | とにかく明るい安村 | [ 200 ]                                          |
| 190    | 3月18日         | 甲斐心愛、緊張の夢舞台に密着！カープ始球式への道＜ウラ側みせます＞       | 甲斐・信濃                                         | 長谷川忍（シソンヌ） | カープOB：外木場義郎、前田智徳（HOME野球解説者） |
| 191    | 4月15日         | チャレンジし過ぎ！地獄の公開生配信をプレイバック                         | 沖・福田                                           | HIPPY | [ 202 ]                                          |
| 192    | 4月22日         | “おいでやす小田”ものまね中レイザーラモンRG熱望「また会いたい！」         | 甲斐・岩田                                         | レイザーラモンRG | [ 203 ]                                          |
| 193    | 4月29日         | 限界突破か!?レイザーラモンRGが女将劇場で夢の共演!                        | 甲斐・岩田                                         | レイザーラモンRG | [ 204 ]                                          |
| 194    | 5月13日         | アートを考察!芸術さんぽで珍回答＆RG新作モノマネも続々                    | 甲斐・岩田                                         | レイザーラモンRG | [ 205 ]                                          |
| 195    | 5月20日         | 癒やし旅!絶品グルメ&お風呂満喫!STU48生歌にゲスト昇天                     | 矢野・兵頭                                         | HIPPY（シンガーソングライター） | [ 206 ]                                          |
| 196    | 5月27日         | 発想力を磨け! 広島発のユニーク過ぎる企業に潜入!                          | 矢野・兵頭                                         | HIPPY（シンガーソングライター） | [ 207 ]                                          |
| 197    | 6月3日          | 激カワ! 動物の赤ちゃん大集合! 農業高校で癒やし体験                       | 矢野・兵頭                                         | HIPPY（シンガーソングライター） | [ 208 ]                                          |
| 198    | 6月10日         | お好み焼きで経済学ぶ!?『M-1グランプリ2021』ファイナリスト・もも登場!     | 沖・石田千                                         | せめる。（もも）、まもる。（もも） | [ 209 ]                                          |
| 199    | 6月17日         | お笑いコンビ・もも大感激！「実現にはウン千万?」波乱の商品開発            | 沖・石田千                                         | せめる。（もも）、まもる。（もも） | [ 210 ]                                          |
| 200    | 6月24日         | 激カワ! 動物の赤ちゃん大集合! 農業高校で癒やし体験                       | 信濃・中村                                         | アントニー（マテンロウ）・大トニー（マテンロウ） | [ 211 ]                                          |
| 201    | 7月1日          | 絶品スイーツ争奪戦で珍回答続出!?お笑いコンビ・マテンロウと俳句バトル     | 信濃・中村                                         | アントニー（マテンロウ）・大トニー（マテンロウ） | [ 212 ]                                          |
| 202    | 7月8日          | 信濃宙花＆中村舞がマテンロウと夢の球宴を盛り上げ!                        | 信濃・中村                                         | アントニー（マテンロウ）・大トニー（マテンロウ） | [ 213 ]                                          |
| 203    | 7月22日         | 工作対決で夏休み自由研究にチャレンジ！                                   | 谷口・矢野                                         | メンバー（山口提樹・潮圭太） | [ 214 ]                                          |
| 204    | 7月29日         | この夏オススメ!瀬戸内の“絶品ご当地アイス”が続々登場!                     | 谷口・矢野                                         | メンバー（山口提樹・潮圭太） | アイスマン福留                                   |
| 205    | 8月19日         | 球宴まで全力投球！STU48中村舞、魂の一球に完全密着                        | 中村・沖・甲斐                                     | 達川光男（カープレジェンド）・HIPPY（シンガーソングライター） | [ 216 ]                                          |
| 206    | 8月26日         | 楽園で夏の思い出！島グランピングで絶景＆絶品グルメ                       | 谷口・矢野                                         | メンバー（山口提樹・潮圭太） | [ 217 ]                                          |
| 207    | 9月2日          | 瀧野由美子&石田みなみ豪華旅! 絶品グルメ巡り&オリジナル映えバウム         | 瀧野・石田み                                       | ガクテンソク（よじょう・奥田修二） | [ 218 ]                                          |
| 208    | 9月9日          | 神戸伝説に学べ! 瀧野由美子&石田みなみが世界一の朝食に興奮！              | 瀧野・石田み                                       | ガクテンソク（よじょう・奥田修二） | [ 219 ]                                          |
| 209    | 9月16日         | 豪華クルーズで船上バトルロイヤル&夜景バックに本音トークも!               | 瀧野・石田み                                       | ガクテンソク（よじょう・奥田修二） | [ 220 ]                                          |
| 210    | 9月23日         | 絶叫もん絶…激辛を食べた分だけ告知！過酷チャレンジにヒバゴン乱入          | 工藤・田中美                                       | アキナ（秋山賢太・山名文和） | [ 221 ]                                          |
| 211    | 9月30日         | 矢野帆夏卒業スペシャル！豪華ゲストの未公開VTR蔵出し                      | 未公開シーンSP                                     | 未公開シーンSP | [ 222 ]                                          |
| 212    | 10月7日         | サイエンスパーティー開催！ゲストのアキナ興奮の嵐！                       | 工藤・田中美                                       | アキナ（秋山賢太・山名文和） | [ 223 ]                                          |
| 213    | 10月14日        | 生ナレーションでロケ実行＆アキナお悩み相談室                             | 工藤・田中美                                       | アキナ（秋山賢太・山名文和）、HIPPY（シンガーソングライター）・小竹彩花 | [ 224 ]                                          |
| 214    | 10月21日        | 緊急企画慣れ!?室内レジャーに大盛り上がり！                               | 沖・信濃                                           | メンバー（山口提樹・潮圭太） | [ 225 ]                                          |
| 215    | 10月28日        | 沖侑果＆福田朱里が初挑戦！秋の味覚をリモートクッキング                   | 沖・福田                                           | モグライダー（芝大輔・ともしげ） | [ 226 ]                                          |
| 216    | 11月4日         | モグライダーが解散の危機!?謎の占い&足つぼで絶叫！                        | 沖・福田                                           | モグライダー（芝大輔・ともしげ） | [ 227 ]                                          |
| 217    | 11月11日        | モグライダーともしげ超噛みリポ!?リアル＆バーチャル旅                     | 沖・福田                                           | モグライダー（芝大輔・ともしげ） 鳥羽麻衣子（関西・中国・四国じゃらん編集長） | [ 228 ]                                          |
| 218    | 11月18日        | 強烈キャラとの遭遇にシソンヌ長谷川激怒!?                                 | 工藤・渡辺                                         | 長谷川忍（シソンヌ）、マナやん（新屋島水族館マスコット） | [ 229 ]                                          |
| 219    | 12月2日         | メルヘンの聖地で暴走が止まらない！シソンヌ長谷川暴挙!?                   | 工藤・渡辺                                         | 長谷川忍（シソンヌ） | [ 230 ]                                          |
| 220    | 12月9日         | いい眠りを寝ながらプレゼン! シソンヌ長谷川に二度と遅刻はさせない企画     | 工藤・渡辺                                         | 長谷川忍（シソンヌ） | [ 231 ]                                          |
| 221    | 12月16日        | 新企画！もん絶必至の飯テロ回「先見せグルメ」に挑戦                       | 工藤・吉崎                                         | ガクテンソク（よじょう・奥田修二） | [ 232 ]                                          |
| 222    | 2023年 1月20日  | 名物企画「いいねツアー」決行！ガクテンソクとキュン＆珍投稿を連発！       | 工藤・吉崎                                         | ガクテンソク（よじょう・奥田修二） | [ 233 ]                                          |
| 223    | 1月27日         | ガクテンソクと“瀬戸内のエーゲ海”牛窓で絶品グルメ＆映えスポット激写！     | 工藤・吉崎                                         | ガクテンソク（よじょう・奥田修二） | [ 234 ]                                          |
| 224    | 2月3日          | とにかく明るい安村も爆食! 瀬戸内インスタントラーメンの真髄に迫る         | 甲斐・今村                                         | とにかく明るい安村、大和イチロウ（やかん亭グループ代表・インスタントラーメンマニア）                                                                                             | [ 235 ]                                          |
| 225    | 2月10日         | 高校生の夢を応援!オリジナル楽曲でミュージックビデオ作ります!             | 甲斐・今村                                         | とにかく明るい安村、大窪シゲキ、寿理（シンガーソングライター） 広島市立美鈴が丘高等学校のみなさん                                                                                | [ 236 ]                                          |
| 226    | 2月17日         | お好み焼きの「ヘラ上げ」No.1は誰だ!?ヘラー1GP!!                          | 甲斐・今村                                         | とにかく明るい安村 | [ 237 ]                                          |
| 227    | 2月24日         | 瀧野由美子がスカパラ谷中敦と夢のコラボ！絶品料理をサックスで食リポ!?     | 甲斐・今村・瀧野                                   | 谷中敦（東京スカパラダイスオーケストラ）、とにかく明るい安村 | [ 238 ]                                          |
| 228    | 3月3日          | 好評「先見せグルメ in広島」！もん絶必至の飯テロ企画に挑戦！              | 信濃・立仙                                         | レイザーラモンRG | [ 239 ]                                          |
| 229    | 3月10日         | 好評「先見せグルメ in広島」！飯テロ企画 ついに完結！                     | 信濃・立仙                                         | レイザーラモンRG、メンバー（潮圭太・山口提樹） | [ 240 ]                                          |
| 230    | 3月24日         | 新社会人応援企画「ビジネスマナー講座」！                                 | 信濃・立仙                                         | レイザーラモンRG、村山紀子（日本現代作法会 総師範） | [ 241 ]                                          |
| 231    | 3月31日         | 2022年度下半期 未公開VTR一挙蔵出しSP！                                   | 出演メンバー                                       | モグライダー（ともしげ・芝大輔）、レイザーラモンRG、長谷川忍（シソンヌ）、アキナ（秋山賢太・山名文和）、メンバー（潮圭太・山口提樹）、とにかく明るい安村                         | [ 242 ]                                          |
| 232    | 4月21日         | 話題のスポットが舞台 「ピッタリ」をテーマに挑戦！                        | 信濃・工藤                                         | メンバー（潮圭太・山口提樹） | [ 243 ]                                          |
| 233    | 4月28日         | 大バズリ中の「歌ネタしりとり」に便乗して、しりとりネタ作りにチャレンジ！ | 信濃・工藤                                         | メンバー（潮圭太・山口提樹） | [ 244 ]                                          |
| 234    | 5月12日         | 大好評！「先見せグルメ」第3弾！                                          | 信濃・石田千                                       | もも（せめる。・まもる。） | [ 245 ]                                          |
| 235    | 5月19日         | 72分で達成できるか!? 時間制限企画「ドキュメント72分」！                  | 信濃・石田千                                       | もも（せめる。・まもる。） | [ 246 ]                                          |
| 236    | 5月26日         | 「もも」とのネタコラボ企画！ 激カワ動物のスナップ写真対決！              | 信濃・石田千                                       | もも（せめる。・まもる。） | [ 247 ]                                          |
| 237    | 6月2日          | とろサーモン久保田さんと「芸術さんぽ」! アートのメッセージを考察せよ     | 甲斐・福田                                         | 久保田かずのぶ（とろサーモン） | [ 248 ]                                          |
| 238    | 6月9日          | 教えて！とろサーモン久保田先生 新加入メンバーのお悩み相談                | 甲斐・福田                                         | 久保田かずのぶ（とろサーモン）、曽川咲葵・濵田響・長谷川乃彩（STU48・3期研究生）                                                                                                 | [ 249 ]                                          |
| 239    | 6月16日         | お好み焼きをヘラで美しく魅せよ!「ヘラー1GP」にとろサーモン久保田が挑戦!  | 甲斐・福田、榮真樹（広島ホームテレビアナウンサー） | 久保田かずのぶ（とろサーモン） | [ 250 ]                                          |
| 240    | 6月23日         | 初登場・ぺこぱとミクロの世界をポジティブに学ぶ！                         | 石田千・沖・中村                                   | 松陰寺太勇（ぺこぱ）、シュウペイ（ぺこぱ） | [ 251 ]                                          |
| 241    | 6月30日         | 顕微鏡で「チリモン」探し＆都市伝説究明に挑戦！                           | 沖・中村                                           | 松陰寺太勇（ぺこぱ）、シュウペイ（ぺこぱ）、玉野初季（山口朝日放送アナウンサー）                                                                                                 | [ 252 ]                                          |
| 242    | 7月7日          | 山口県の都市伝説解明にチャレンジ＆防災について考える                     | 沖・中村                                           | 松陰寺太勇（ぺこぱ）、シュウペイ（ぺこぱ）、玉野初季（山口朝日放送アナウンサー）、SPECIAL THANKS TO、呉市立天応学園のみなさん                                                    | [ 253 ]                                          |
| 243    | 7月14日         | ぺこぱと個性派卓球にチャレンジ！                                         | 沖・中村                                           | 松陰寺太勇（ぺこぱ）、シュウペイ（ぺこぱ）、玉野初季（山口朝日放送アナウンサー）                                                                                                 | [ 254 ]                                          |
| 244    | 7月28日         | 愛媛で極上のママタルト集めに挑戦！緊急ゲストも参戦！                     | 石田み・工藤                                       | 大鶴肥満（ママタルト）、超緊急SPゲスト | [ 255 ]                                          |
| 245    | 8月3日          | 「せとチャレ！」的スイカ割り勝負                                         | 石田み・工藤                                       | 大鶴肥満（ママタルト）、お侍ちゃん、川上夏子（愛媛朝日テレビアナウンサー） | [ 256 ]                                          |
| 246    | 8月25日         | 瀬戸内の絶景島で夏のグラビア撮影会！                                     | 石田み・工藤                                       | 大鶴肥満（ママタルト）、お侍ちゃん | [ 257 ]                                          |
| 247    | 9月1日          | ゆみりん卒業発表！世界遺産で夏の思い出作り                               | 瀧野・福田                                         | 遠藤章造（ココリコ） | [ 258 ]                                          |
| 248    | 9月8日          | 女子野球日本代表選手とガチンコ野球対決！                                 | 瀧野・福田                                         | 遠藤章造（ココリコ） | [ 259 ]                                          |
| 249    | 9月15日         | 奥深き改良メダカの世界をフカボリ                                         | 瀧野・福田                                         | 遠藤章造（ココリコ） | [ 260 ]                                          |
| 250    | 9月22日         | 激辛イベントコラボ！癒やしのドリンク開発に挑戦！                         | 甲斐・今村                                         | たかし（トレンディエンジェル） | [ 261 ]                                          |
| 251    | 9月29日         | 2023年度上半期 未公開VTR一挙蔵出しSP！                                   | 出演メンバー                                       | 松陰寺太勇（ぺこぱ）、シュウペイ（ぺこぱ）、久保田かずのぶ（とろサーモン）、遠藤章造（ココリコ）、もも（せめる。・まもる。）、たかし（トレンディエンジェル）、潮圭太（メンバー） | [ 262 ]                                          |
| 252    | 10月6日         | 放送7年目突入記念！ヘラー1GPの激闘が再び！！                             | 甲斐・今村                                         | たかし（トレンディエンジェル） | [ 263 ]                                          |
| 253    | 10月13日        | 己の壁を超えろ！パルクールに挑戦！！                                     | 甲斐・今村                                         | たかし（トレンディエンジェル） | [ 264 ]                                          |
| 254    | 10月20日        | 秋大満喫！本場岡山でマスカット堪能ツアー！                               | 沖・尾崎                                           | よじょう（ガクテンソク）・奥田修二（ガクテンソク） | [ 265 ]                                          |
| 255    | 10月27日        | 絶叫を乗り越えて！岡山絶品グルメGETに挑戦                                | 沖・尾崎・甲斐・今村                               | よじょう（ガクテンソク）・奥田修二（ガクテンソク） | [ 266 ]                                          |
| 256    | 11月10日        | 絶叫を乗り越えて！岡山絶品グルメGETに挑戦 完結編                         | 沖・尾崎                                           | よじょう（ガクテンソク）・奥田修二（ガクテンソク） | [ 267 ]                                          |
| 257    | 11月17日        | マナやんと行く！屋島グルメツアー                                         | 川又優・工藤                                       | おばたのお兄さん・SPECIAL THANKS／マナやん（新屋島水族館公式キャラクター） | [ 268 ]                                          |
| 258    | 11月24日        | ふれあい系動物園でノーカット撮影チャレンジ！                             | 川又優・工藤                                       | おばたのお兄さん・SPECIAL THANKS／しろとり動物園 スタッフのみなさん | [ 269 ]                                          |
| 259    | 12月1日         | ハマチ養殖発祥の地で大物釣りに挑戦！                                     | 瀧野・川又優・工藤                                 | おばたのお兄さん | [ 270 ] [ 注 4 ]                                 |
| 260    | 12月8日         | 何だこいつって言わせたい！ジョイマンとナナナナリポート対決！             | 内海・工藤                                         | 高木晋哉・池谷和志（ジョイマン） | [ 271 ]                                          |
| 261    | 12月15日        | せとチャレ！的SDGs探求企画！個性強めなエコに挑戦                         | 内海・工藤・尾崎・川又・信濃                       | 高木晋哉・池谷和志（ジョイマン） | [ 272 ]                                          |
| 262    | 12月22日        | クリスマスパーティー企画！盛り上がり必至のアナログゲームを遊び尽くそう！ | 内海・工藤                                         | 高木晋哉・池谷和志（ジョイマン） | [ 273 ]                                          |
| 263    | 2024年 1月19日  | 運気UP企画！オダウエダと一緒に鯉でゲン担ぎ                               | 信濃・高雄                                         | 小田結希（オダウエダ）・植田紫帆（オダウエダ） | [ 274 ]                                          |
| 264    | 1月26日         | 呉市の「何しよん？」スポット巡り！                                       | 信濃・高雄                                         | 小田結希（オダウエダ）・植田紫帆（オダウエダ） | [ 275 ]                                          |
| 265    | 2月2日          | 冬を満喫！老舗の絶品おでんでほっこり                                     | 信濃・高雄                                         | 小田結希（オダウエダ）・植田紫帆（オダウエダ） | [ 276 ]                                          |
| 266    | 2月9日          | 写真投稿で目指せ25,000いいね！                                           | 甲斐・福田                                         | 田津原理音 | [ 277 ]                                          |
| 267    | 2月16日         | いいねツアーin極寒のしまなみ海道 完結編                                  | 甲斐・福田                                         | 田津原理音 | [ 278 ]                                          |
| 268    | 2月23日         | アートの島・生口島で芸術考察にチャレンジ                                 | 甲斐・福田                                         | 田津原理音 | [ 279 ]                                          |
| 269    | 3月1日          | 声優を夢見る高校生を応援します！                                         | 今村・沖                                           | HIPPY（シンガーソングライター）、大窪シゲキ（HFM「9ジラジ」パーソナリティ）、SpecialThanks、爲保公太さん（広島翔洋高等学校）                                                     | [ 280 ]                                          |
| 270    | 3月8日          | お好み焼きの美しいヘラ上げを競う「ヘラー１グランプリ」に挑む！           | 今村・沖                                           | HIPPY | [ 281 ]                                          |
| 271    | 3月14日         | 「ヘラー１グランプリ」に辛口審査員たちが参戦！                           | 今村・沖                                           | HIPPY | [ 282 ]                                          |
| 272    | 3月29日         | ついに最終回！豪華ゲストに感謝を伝えよう！                               | [ 283 ]                                            | |                                                  |

## ネット局
※2021年4月現在、全局前日深夜の放送
| 放送地域 | 放送局                   | 系列  | 放送日時                      | 放送期間                      | 備考     |
| -------- | ------------------------ | ----- | ----------------------------- | ----------------------------- | -------- |
| 広島県   | 広島ホームテレビ（HOME） | ANN   | 金曜 0:15 - 0:45（木曜深夜）  | 2017年10月8日 - 2024年3月29日 | 制作局   |
| 東京都   | TOKYO MX（MX）           | JAITS | 木曜 2:35 - 3:00 （水曜深夜） | 2019年7月4日 - 2024年4月4日   | 6日遅れ  |
| 山口県   | 山口朝日放送(yab）       | ANN   | 金曜1:15 - 1:45（木曜深夜）   | 2021年4月18日 - 2024年4月5日  | 2日遅れ  |
| 愛媛県   | 愛媛朝日テレビ(eat）     | ANN   | 月曜0:55 - 1:25（日曜深夜）   | 2021年5月17日 -               | 31日遅れ |

## スタッフ
- 撮影 - 清水達也、吉田真智、吉野篤志、亀井勇登、西井昌哉、山崎猛、石井正洋、間田和也、中山謙二、桑田樹、澤江哲史、松浦智也、船津雅俊、橋口将志
- 音声 - 原正樹、岩本顕、小堤ゆかり、佐藤貴久、中田大智、久保田紀子、佐々木洋治、松浦雅俊
- 技術 - 是枝大公、岩元隆明
- オープニング - 泉尾祥子
- MA - 米元得善
- 編成 - 石川健朗 → 土屋誠
- Web制作 - 襟立大貴、斎藤彩
- 広報→宣伝 - 牧ノ内薫・反田千佳子 → 牧ノ内薫
- AD - 間田和也、坪井幹士、曽我部璃乃、片岡彩衣
- ディレクター - 野村直大、大西勇輔、森下真
- プロデューサー - 奥村大樹 → 大道貴志 →三木健次
- 制作協力 - STU、asovo、TRUST NETWORK、p.bird、EZMホームテレビ映像